# Évelyne Sullerot
Évelyne Hammel conocida como Évelyne Sullerot (Montrouge, 10 de octubre de 1924-París, 31 de marzo de 2017) fue una profesora, socióloga, y activista feminista francesa, cofundadora del Mouvement français pour le planning familial MFPF (Movimiento francés para la planificación familiar).

## Biografía

### Infancia y educación
Évelyne Hammel nació en el seno de una familia protestante. Fue la tercera hija de André-Henri Louis Hammel (1894-1965) un pastor protestante doctorado en medicina y psiquiatría y Georgette Roustain Hammel (1898-1943) sobrina de Louise Massebieau Compain (1869-1940), escritora, periodista promotora del diario Les Femmes, y una de las iniciadoras del movimiento feminista en Francia a finales del siglo XIX. Tanto su padre como su madre eran personas comprometidas religiosamente, socialmente y políticamente y ambos recibieron póstumamente el título «Justos entre las Naciones» por haber salvado la vida de once judíos.
Evelyne recuerda una infancia ligada a la miseria. Una de sus grandes aficiones fue la lectura. Aunque sus padres no tenían dinero en su casa había una biblioteca heredada de anteriores generaciones. Cuando era adolescente vivió la Segunda Guerra Mundial.
Durante sus años de estudiante de filosofía, fue detenida y juzgada en Nimes por la policía de Vichy por "propaganda antinacional y palabras hostiles al jefe de Estado" (el mariscal Petain). Liberada y devuelta a la zona ocupada, intensificó su compromiso con la resistencia francesa a través de la organización juvenil y militar OCMJ.
A los 18 años, en 1942 en París es admitida en la Escuela Libre de Ciencias Políticas. Más tarde, de 1947 a 1949 trabajó como profesora en la misma escuela. 

### Asociación "Maternidad feliz"
Una vez acabada la Segunda Guerra Mundial, trabajó como institutriz (1947-1949), y constató como una madre con tres hijos dedicaba 79 horas semanales a labores domésticas. En 1955 François Sullerot mostró a su esposa un artículo publicado en el diario Le Monde sobre las teorías de Marié-Andrée la ginecóloga Marie-Andrée Lagroua. Ambas fundaron en marzo de 1956 la Asociación "Maternité Heureuse" (Maternidad feliz) con el objetivo de para defender la defensa de la maternidad no forzada y a luchar por la equiparación de derechos entre hombres y mujeres por una para conseguir una «familia feliz y armoniosa en los planos médico, psicológico y social», siendo la secretaria general de la asociación (1955-1958). 
La asociación en 1960 se convirtió en el Mouvement français pour le planning familial (Movimiento Francés para la Planificación Familiar). En 1967, el presidente De Gaulle aprobó la legalización de la píldora anticonceptiva gracias al empeño del diputado gaullista Lucien Neuwirth.

### Carrera académica
Tras defender su tesis doctoral en el Instituto de Prensa Francesa (1965), fue nombrada investigadora de la Escuela Práctica de Altos Estudios (1960-1963), y comienza una larga carrera académica: profesora en el Instituto de Prensa Francesa (1963-1968), en la Facultad de Letras de París X Nanterre (1967), y en la Universidad Libre de Bruselas (1966-1968). Como experta del feminismo, asesora a la Unesco, a las Comunidades Europeas (1969-1992) y a la Oficina Internacional del Trabajo (1970). En Bruselas, inspiró la primera directiva sobre la igualdad, convirtiéndose en un icono.
Fundadora y presidente de los centros de Retrabajo, que fueron en su origen, el primer método de orientación profesional para adultos.

### Sus combates

#### La mujer
La asociación "Maternidad feliz", cofundada por ella en 1956, se convirtió cuatro años después en el movimiento francés para el horario familiar. Más tarde escribió muchas obras feministas exitosas. En 1965, junto con Madeleine Guilbert, Marguerite Thibert, Gisèle Halimi, Colette Audry y Andrée Michel, participó en el Mouvement démocratique féminin (MDF) (Movimiento Democrático Femenino), una intento de unión de la izquierda considerada por historiadores como "adelantada a su época" que apoyó la candidatura de François Mitterrand a las presidenciales de 1965. Pretendían unir socialismo y feminismo.
En 1967 realizó en la Universidad de París X Nanterre un curso de estudios de mujeres: desde la genética hasta el lugar de la mujer en la política, a través de la sociología y el trabajo de las mujeres. 
En 1968, su informe sobre "el empleo y los problemas de las mujeres en la CEE", fue el origen de la "Directiva europea sobre la igualdad de trato entre hombres y mujeres." En 1984, la Unión Europea le pidió un informe sobre la diversificación de las opciones de carreras para las niñas y las mujeres en las que presentó ochenta "recomendaciones" de los cuales setenta y ocho fueron adoptadas por el Consejo de la Unión Europea.
En 2000, fue elegida presidenta, y presidenta honoraria de la asociación "Población y Futuro", vicepresidenta de "Asociaciones protestantes de Familias", vicepresidenta de la "Federación Nacional de Asociaciones de prevención de drogas". 
A partir de los años ochenta, Sullerot se fue alejando de sus postulados defendidos anteriormente, modificando sus puntos de vista. En su libro Pilule, sexe, ADN: trois révolutions qui ont bouleversé la famille, publicado por la editorial Fayard, sostiene que han existido revoluciones que han sacudido a la familia: "La revolución sexual en lugar de fortalecer a la pareja la ha debilitado: el culto del placer inmediato ha superado a la realización a través de los hijos". Hablando de aborto: "Me opuse a que fuera un derecho [...] y en la actualidad el aborto se ha convertido en una contracepción bis e incluso un derecho a destruir".

#### La infancia
Évelyne Sullerot amadrinó a la Asociación «S.O.S. Papá», asociación creada para evitar la marginación de los padres en los procesos de divorcio y en 1992 publicó un libro llamado Quels pères, quels fils? (El nuevo padre: un nuevo padre para un nuevo mundo, en España) para analizar la situación y proponer algunas soluciones. En dicho libro, Évelyne señaló algunas discriminaciones contra el varón en asuntos reproductivos: «A ello se añade, en Francia, (...) la posibilidad que se abre ante la madre, en el momento en que nace un hijo no deseado, de abandonarlo sin temor a persecuciones ni a condenas. (...) No existe ninguna posibilidad equivalente para que el hombre reconocido como padre pueda liberarse de su paternidad. Bajo la amenaza de persecuciones, está obligado a asumir a todo hijo que haya procreado, incluso cuando ha procedido involuntariamente o con ignorancia.»

#### Inseminación y gestación por sustitución
En su última obra titulada: L’insoumise Femmes, familles : les combats d'une vie, preguntada por un periodista señaló que había dejado de ser entusiasta de la inseminación con donante «entonces entendí que era tomarse al padre a la ligera»
¿Qué pasa con la donación de óvulos para mujeres no-fértiles? «Ahí, soy muy reacia», responde. En cuanto a la gestación por sustitución, dice que la idea de «comprarse una incubadora» le «molesta». Básicamente, dice: «Cuando quieres jugar al gran artífice, ¿existe el riesgo de desequilibrar y desdibujar la red de generaciones? Para mí, el padre es tanto el padre biológico como el padre educador; la madre es a la vez madre biológica y madre educadora. Si los separamos, "matamos" a uno de los dos y dividimos la familia, lo que trastornará la sociedad».

### Muerte
Murió 31 de marzo de 2017 como consecuencia de un cáncer a los 92 años, unos días antes de la publicación de L'insoumise: femmes, famille: les combats d'une vie.

## Vida privada
En 1946 Évelyne Hammel conoció a François Sullerot, un viudo que ya tenía dos hijos, con quien se casó. A los 22 años tuvo su primer hijo pero ya se ocupaba de los dos hijos de François que iba a ser su marido. En 1947 decidieron regresar a París y comenzar una nueva vida regularizando su situación. En 1953 tuvo su segundo hijo. En total cuatro hijos, el último a los 29 años.

## Cargos, nombramientos y distinciones
- Miembro del Consejo Económico y Social (1974-1989).
- Miembro del Comité Consultivo Nacional de Derechos Humanos (1986-1999).
- Miembro correspondiente de la Academia de Ciencias Morales y Políticas, -Sección II Moral y Sociología- (1999).[12]
- Comandante de la Orden de la Legión de Honor (2000)[13]
- Gran Oficial de la Orden de la Legión de Honor (enero de 2010)
- Gran Oficial de la Orden nacional del Mérito
- Miembro de la Comisión Francesa de la Unesco

## Publicaciones

### Libros
- La presse féminine, Armand Colin, 1963.[14][15]
- Histoire de la presse féminine, CNRS Armand Colin, 1964.
- Demain les femmes, Robert Laffont, 1965.
- La vie des femmes, Gonthier-Denoël, 1965.
- Bande dessinée et culture, Opera Mundi, 1966.
- Histoire et sociologie du travail féminin, Gonthier-Denoël, 1968.
- La femme dans le monde moderne, Hachette, 1970.
- Les françaises au travail, Hachette, 1973.
- Histoire et mythologie de l'amour : huit siècle d'écrits féminins, Hachette, 1974, auspiciado por la Académie française.
- Le fait féminin, ouvrage collectif sous la direction de Évelyne Sullerot, con la colaboración de Odette Thibaut, prefacio de A. Lwoff, Fayard 1978.
- La démographie en France : bilan et perspectives, La Documentation française, 1978
- L'aman, roman, Fayard, 1981.
- Pour le meilleur et sans le pire, Fayard, 1984, auspiciado por la Académie des sciences morales et politiques.
- L'Âge de travailler, Fayard, 1986.
- L'enveloppe, roman, Fayard, 1987.
- Quels pères? Quels fils?, Fayard, 1992[16] et le Livre de Poche 1994.
- Alias, roman, Fayard, 1996 et le Livre de Poche, 1999.
- Le grand remue-ménage : crise de la famille, Fayard, 1997.
- La crise de la famille, Pluriel, Hachette-Littératures 2000.
- Diderot dans l'autobus ou Comment se laisser aller à des pensées incorrectes sur les mœurs actuelles et l'avenir de l'espèce humaine, Fayard, 2001.[17]
- Silence Fayard, 2004.
- Pilule, sexe, ADN: trois révolutions qui ont bouleversé la famille, Fayard, 2006.
- Nous avions 15 ans en 1940, Fayard, 2010.
- L'insoumise: femmes, familles: les combats d'une vie, Évelyne Sullerot y Bernard Morlino, L'Archipel, 2017.